# 大和田唯斗
大和田 唯斗（おおわだ ゆいと、1998年4月15日 - ）は、日本の元子役。ジョビィキッズプロダクションに所属していた。大和田凱斗とは双子である。

## 出演

### 映画
- 東京タワー 〜オカンとボクと、時々、オトン〜（2007年4月14日公開）
- 僕の彼女はサイボーグ（2008年夏公開）亮介 役

### テレビドラマ
- 女王の教室（2005年、日本テレビ）
- 終りに見た街（2005年、テレビ朝日）
- きらきら研修医 第1話・2話（2007年1月、TBS）ゆいと 役
- 菊次郎とさき第3シリーズ 第8話（2007年、テレビ朝日）北野菊次郎（幼少） 役
- バッテリー（2008年、NHK）康太 役

### CM
- 東ハト 暴君ハバネロ
- 松下電器産業 はじめて篇
- DoCoMo ビジョン
- 日本ミルクコミュニティ メグミルク -こだわるシンヤ編-
- 小学館 小学一年生9月号
- ネスレ キットカット

### スチル
- AERA with kids2007夏号（2007年、表紙）